# Chiron (thần thoại)

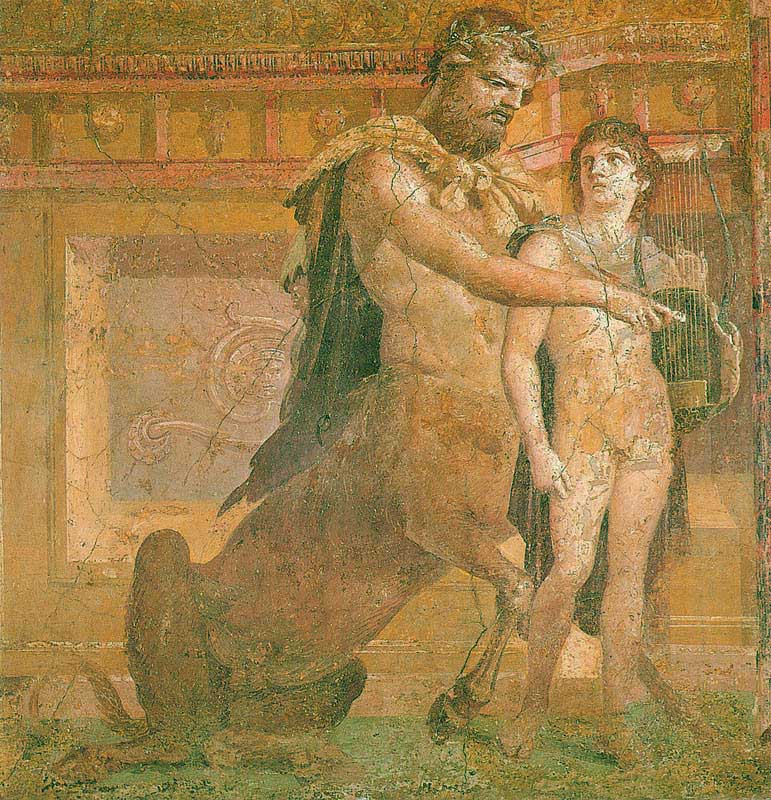
Chiron dạy đàn cho Achilles.

Trong thần thoại Hy Lạp, Chiron (/ ˈkaɪrən / KY-rən; cũng là Cheiron hoặc Kheiron; tiếng Hy Lạp: Χείρωv "bàn tay") được coi là nhân mã siêu phàm trong số các anh em của mình, vì ông được gọi là "khôn ngoan và chính trực nhất" trong tất cả các nhân mã.

## Tiểu sử
Chiron đáng chú ý trong suốt thần thoại Hy Lạp vì bản chất nuôi dưỡng tuổi trẻ của mình. Kỹ năng cá nhân của ông có xu hướng phù hợp với những người cha nuôi Apollo của ông, người đã dạy cho nhân mã trẻ về nghệ thuật y học, thảo dược, âm nhạc, bắn cung, săn bắn, thể dục dụng cụ và tiên tri, và khiến ông vượt lên trên bản chất thú tính của mình. Chiron được biết đến với kiến thức và kỹ năng về y học, và do đó được ghi nhận là người phát hiện ra thực vật học và dược phẩm, khoa học về thảo dược và y học. Giống như satyrs, nhân mã khét tiếng là người hoang dã, mạnh mẽ, uống rượu quá mức và say mê, bạo lực khi say xỉn, và nói chung là tội phạm vô văn hóa. Ngược lại, Chiron là người thông minh, văn minh và tốt bụng, bởi vì ông không liên quan trực tiếp đến các nhân mã khác do cha mẹ của ông. Ông là con trai của Titan Cronus và Oceanid Philyra, và do đó ông có thể là anh em của Dolops và Aphrus, tổ tiên và biệt danh của Aphroi, tức là người châu Phi bản địa. Chiron sống chủ yếu trên núi Pelion; Ở đó, ông kết hôn với nữ thần Chariclo đã sinh cho anh ba cô con gái, Hippe (còn được gọi là Melanippe có nghĩa là "con ngựa đen" hay Euippe, "con ngựa tốt"), Endeïs và Ocyrhoe và một con trai Carystus. Một nguồn khác cũng nói rằng vợ ông được gọi là Nais trong khi một Aristaeus nào đó được gọi là con trai ông. Giống như các nhân mã khác, Chiron sau đó bị Lapithae trục xuất khỏi nhà; nhưng người Magnesia đã hy sinh cho ông ở đó cho đến một thời kỳ rất muộn và gia đình Cheironidae trong khu phố đó, người nổi tiếng về kiến thức y học, được coi là con cháu của ông.

## Cơ thể
Mặc dù là một nhân mã, ngoại hình của Chiron thường khác một chút so với các nhân mã khác, thể hiện địa vị và di sản của ông. Trong các đại diện truyền thống của Hy Lạp về Chiron, chân trước của ông là con người, chứ không phải là ngựa, điều này trái ngược với đại diện truyền thống của nhân mã, có toàn bộ phần dưới của một con ngựa. Điều này rõ ràng khiến Chiron khác biệt với các nhân mã khác, khiến ông dễ dàng nhận dạng. Sự khác biệt này cũng có thể đã làm nổi bật dòng dõi độc đáo của Chiron, là con trai của Cronus. Chiron thường được miêu tả mang theo một cành cây với thỏ rừng mà ông đã bắt được treo trên nó. Chiron cũng thường được miêu tả mặc quần áo, chứng tỏ ông văn minh hơn và không giống như một nhân mã bình thường (ngoại lệ duy nhất khác trong quy tắc này là nhân mã Nessus và Pholus). Bức tranh tường về Giáo dục Achilles, từ vương cung thánh đường ở Herculaneum (ngoài cùng bên phải), là một trong những mô tả La Mã phổ biến nhất về Chiron, khi ông dạy Achilles và Heracles về lyre. Trong phiên bản này, chúng ta thấy Chiron với thân dưới hoàn toàn bằng ngựa, trái ngược với các đại diện của Hy Lạp cổ đại. Ngoài sự cấu hình lại này, ngoại hình của Chiron còn bị thay đổi thêm bằng tai. Trong khi trước đây là con người, đôi tai của Chiron bây giờ khớp với đôi tai của một người trào phúng; gấp lại ở phía trên. Kết xuất này tạo ra một phiên bản tốt nhất của Chiron, gần giống với một nhân mã tiêu chuẩn. Có thể là do sự gia tăng của các nguồn viết, các nghệ sĩ La Mã đã được truyền cảm hứng từ các mô tả bằng văn bản của Chiron; chỉ đơn giản là sử dụng từ nhân mã, thay vì có sẵn các biểu diễn trực quan truyền thống. Điều này có thể sau đó, không phải là một sự cố tình làm lại huyền thoại Chiron về phía người La Mã, mà chỉ đơn giản là một sắc thái bị mất của nhân vật trong cuộc di cư từ Hy Lạp đến Rome. Như F. Kelsey viết; "Chiron trong bức tranh của chúng tôi, ... có thân hình như các nhân mã khác, nhưng sự nổi bật của yếu tố con người trong bản chất của ông không kém phần nổi bật; ông là thầy giáo thông thái và hiền lành, người hướng dẫn nghệ thuật". Chiron đã giữ lại một yếu tố của quần áo và có được vòng nguyệt quế, cho thấy nghệ sĩ muốn mô tả sự quý phái, hoặc thậm chí là thần thánh, phù hợp hơn với quan điểm truyền thống. Nó cũng đã được đề xuất rằng bức bích họa này là một bản tái tạo của một bức tượng thực tế trong diễn đàn La Mã.

## Thần thoại

### Thời trẻ
Ngay sau khi sinh Chiron, Philyra đã bỏ rơi đứa con của mình vì xấu hổ và ghê tởm. Chiron, mồ côi một cách đáng thương, sau đó được thần Apollo tìm thấy, người quyết định đưa ông trở thành con trai của mình. Apollo đã dạy cho ông nghệ thuật âm nhạc, lyre, bắn cung, y học và tiên tri. Em gái sinh đôi của Apollo, Artemis, sau đó đã chấp thuận quyết định của ông và dạy ông nhiều hơn về bắn cung và săn bắn. Tính cách hòa bình, tốt bụng và thông minh độc đáo của Chiron được quy cho Apollo và cả cho Artemis. 
Một số nguồn tin cho rằng Chiron ban đầu là một vị thần Tiệp Khắc, sau đó được đưa vào đền thờ Hy Lạp như một nhân mã. 
Một người chữa bệnh tuyệt vời, nhà chiêm tinh và nhà tiên tri đáng kính, Chiron được cho là người đầu tiên trong số các nhân mã và rất được kính trọng như một giáo viên và gia sư. Trong số các học trò của ông có nhiều anh hùng văn hóa: Asclepius, Aristaeus, Ajax, Aeneas, Actaeon, Caeneus, Theseus, Achilles, Jason, Peleus, Telamon, Perseus, đôi khi là Heracles, Oileus, và trong một truyền thống Byzantine, thậm chí là Dionysus.
Theo Ptolemaeus Chennus của Alexandria "Dionysus được Chiron yêu mến, từ đó ông đã học được các bài tụng ca và các điệu nhảy, các nghi thức và khởi xướng bacchic." 
Ngoài ra còn có một liên kết liên tục với Peleus trong suốt huyền thoại của Chiron. Điều này có thể được giải thích rằng người sau là ông nội của Peleus thông qua cô con gái Endeis kết hôn với vua Aegina, Aeacus. Chiron đã cứu mạng Peleus khi Acastus cố giết ông bằng cách lấy thanh kiếm của ông và bỏ ông ra khỏi rừng để bị nhân mã tàn sát. Chiron lấy thanh kiếm cho Peleus. Chiron sau đó đã giải thích cho Peleus cách bắt nữ thần Thetis, dẫn đến cuộc hôn nhân của họ.
Chiron cũng được kết nối với câu chuyện về các phi hành gia, người mà ông đã nhận được một cách tử tế khi họ đến nơi ở của mình trong chuyến đi của họ, vì nhiều anh hùng là bạn bè và học trò của ông. 

### Cái chết
Sự quý phái của ông được thể hiện rõ hơn trong câu chuyện về cái chết của ông, khi Prometheus hy sinh mạng sống của mình, cho phép nhân loại có được việc sử dụng lửa. Là con trai của Cronus, ông bất tử, do đó, Heracles phải sắp xếp một món hời với Zeus để trao đổi sự bất tử của Chiron cho cuộc sống của Prometheus, người đã bị xích vào một tảng đá và chết vì tội lỗi của ông. Chiron bị đâm bằng một mũi tên thuộc về Heracles đã được điều trị bằng máu của Hydra, hoặc, trong các phiên bản khác, chất độc mà Chiron đã trao cho người anh hùng khi anh ta ở dưới sự giám hộ của nhân mã đáng kính. Theo một Scholium trên Theocritus, điều này đã diễn ra trong chuyến viếng thăm của Heracles đến hang động của Pholus trên Núi Pelion ở Tétaly trong lần lao động thứ tư, đánh bại con lợn Erymanthian. Trong khi họ đang ăn tối, Heracles yêu cầu một ít rượu đi kèm với bữa ăn của mình. Pholus, người ăn thức ăn sống của mình, đã ngạc nhiên. Ông đã được Dionysus tặng cho một bình rượu thiêng vào một thời gian trước đó, để được nhân mã tin tưởng cho đến khi đúng thời điểm khai trương. Theo sự thúc giục của Heracles, Pholus đã buộc phải sản xuất bình đựng rượu vang thiêng liêng. Người anh hùng, thở hổn hển vì rượu, chộp lấy nó và buộc nó mở. Sau đó, hơi của rượu linh thiêng văng ra khỏi hang và say sưa những nhân mã hoang dã do Nessus dẫn đầu đã tụ tập bên ngoài. Họ tấn công bằng đá và cây linh sam trong hang nằm ở khu phố Malea. Heracles buộc phải bắn nhiều mũi tên (nhiễm độc máu của Hydra) để đẩy chúng trở lại. Trong cuộc tấn công, Chiron bị một trong những mũi tên tẩm độc đâm vào đùi. Sau khi nhân mã chạy trốn, Pholus xuất hiện từ hang động để quan sát sự hủy diệt. Là một người có tư tưởng triết học, ông rút một trong những mũi tên ra khỏi cơ thể của một nhân mã đã chết và tự hỏi làm thế nào một thứ nhỏ như một mũi tên có thể gây ra nhiều cái chết và hủy diệt như vậy. Ngay lập tức, ông buông mũi tên khỏi tay mình và nó rơi xuống và đâm vào móng guốc, giết chết ông ngay lập tức. Tuy nhiên, điều này mở ra tranh cãi, bởi vì Pholus đã chia sẻ hình thức "nhân mã văn minh" với Chiron trong một số hình ảnh nghệ thuật, và do đó sẽ trở thành bất tử.
Trớ trêu thay, Chiron, bậc thầy của nghệ thuật chữa bệnh, không thể tự chữa lành vết thương và sẵn sàng từ bỏ sự bất tử của mình. Vì lý do này, anh trai cùng cha khác mẹ Zeus của ông đã thương hại ông vì thế đã đặt ông vào giữa những vì sao trên bầu trời để được vinh danh. Người Hy Lạp xác định ông là chòm sao Centaurus. 
Trong bài thơ của Ovid, Fasti Ovid có người anh hùng Hercules đến thăm nhà của Chiron trên Pelion trong khi đứa trẻ Achilles ở đó. Trong khi Chiron đang kiểm tra vũ khí của Hercules, một trong những mũi tên nhúng vào nọc độc của mãng xã Hydra rơi vào chân trái của Chiron và đầu độc ông.
Trong khi ông dùng ngón tay hôi, độc,
Một mũi tên trượt ra và đâm vào chân trái của ông.
Chiron rên rỉ và lôi mũi tên ra khỏi da thịt
Chiron sau đó cố gắng sử dụng các loại thảo mộc để tự chữa lành, nhưng không thành công. Sau chín ngày với một Achilles đang khóc lóc, Chiron đi vào các vì sao. Chiron đã được Zeus hứa rằng chừng nào ông cần là người huấn luyện các yêu quái, ông sẽ tồn tại trong thế giới này. Ông sống vào ngày hôm nay như một chòm sao và một nguồn cảm hứng.